# Hiskija-Becken

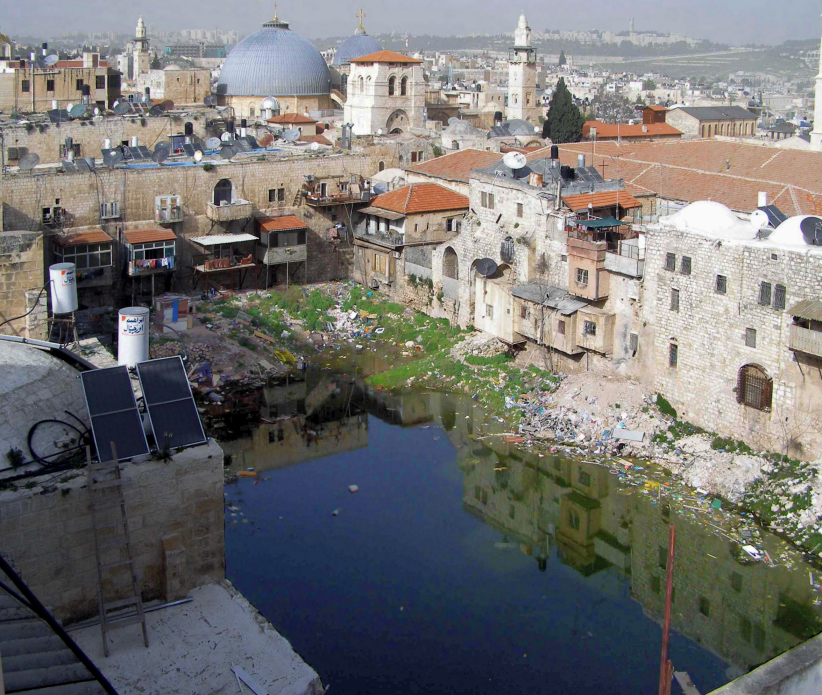
Hiskija-Becken mit Wasser und Müll im Winter 2010

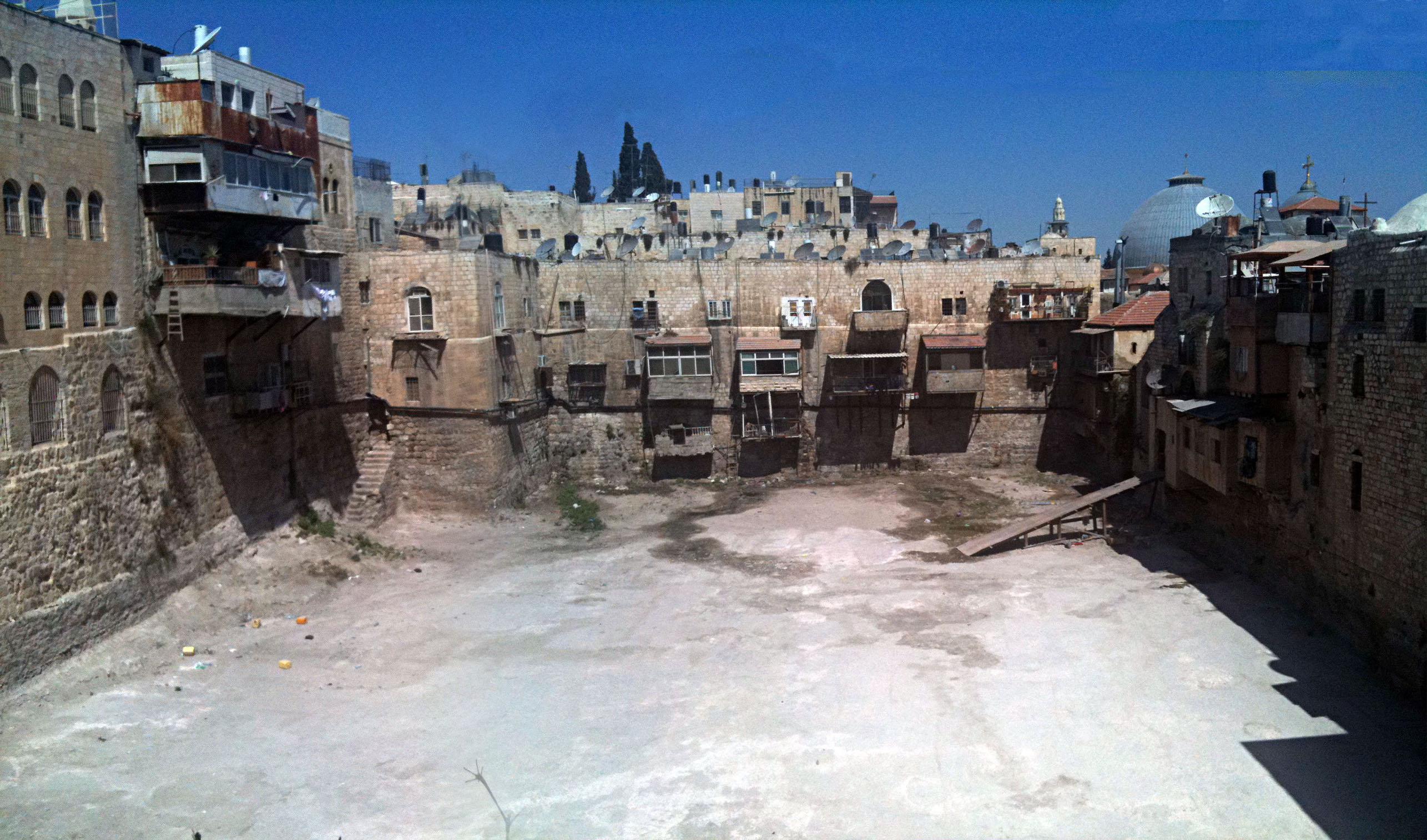
Leeres Becken nach der Reinigung im Sommer 2011

Das Hiskija-Becken ist ein Wasserbecken im UNESCO-Weltkulturerbe Altstadt von Jerusalem, das ein bedeutender Teil des historischen Wasserversorgungssystems in der Stadt war. Es ist ein Rechteck, 44 m breit (in Ost-West-Richtung) und 72 m lang mit einer Fläche von 3.168 m² und einem Fassungsvermögen von 11.000.000 Litern. Die Tiefe beträgt zwischen 6,5 und 7 Meter.

## Name
Der Name Hiskija-Becken (englisch Hezekiah’s Pool) wurde erst im 17. Jahrhundert gebräuchlich. Er leitet sich von der Bibelstelle 2 Kön 18,17  um den judäischen König Hiskija ab. Von manchen Archäologen wird diese Bibelstelle allerdings eher auf den Schafteich in der Nähe des Bethesda-Teiches bezogen.
Auf Arabisch ist die Bezeichnung بركة البطرك, DMG birkat al-Baṭraq ‚Teich des Patriarchen‘, auf Hebräisch בריכת חזקיהו brichat hiskijahu, deutsch ‚Hiskija-Teich‘ gebräuchlich.
Der Historiker Flavius Josephus erwähnt das Hiskija-Becken in seinem Werk Geschichte des jüdischen Krieges unter dem Namen Amygdalon-Becken.
Die Übersetzung von altgriechisch αμύγδαλον amýgdalon wäre ‚Mandel(-baum)‘. Amygdalon ist lautlich an hebräisch מגדל migdal, deutsch ‚Turm‘ angelehnt. Da dieser Teich außerhalb der ersten Stadtmauer von Jerusalem an deren Nordwestecke lag, wo sich mehrere starke Befestigungstürme befanden, gibt die Bezeichnung Türme-Becken wohl den ursprünglichen Namen wieder.

## Geographie

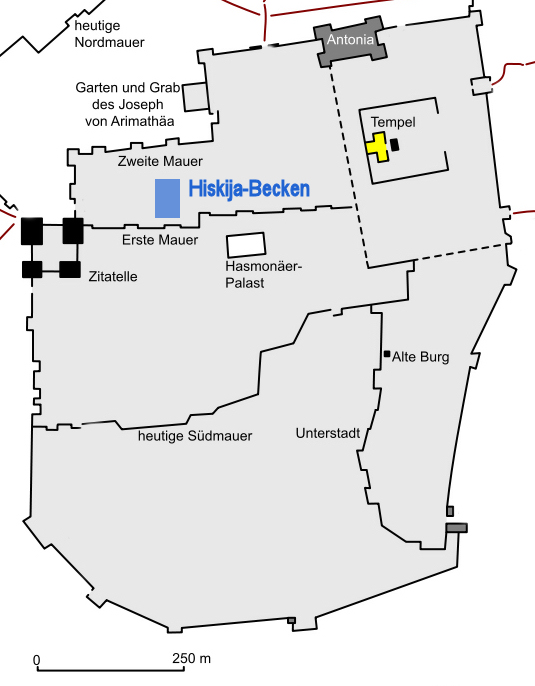
Skizze der Stadtmauern von Jerusalem und Lage des Hiskija-Beckens

Das Hiskija-Becken befindet sich im Christlichen Viertel der Altstadt von Jerusalem. Es liegt umgeben von Häusern nördlich der David-Straße etwa 150 m östlich des Jaffatores. Westlich des Hiskija-Beckens verläuft die Straße des christlichen Viertels. Im Norden wird es vom Koptischen Khan und der Straße ha-Koptim begrenzt. Östlich befinden sich die Straße des griechisch-katholischen Patriarchats und die St.-Georg-Straße. Auf der Nordseite der David-Straße, etwa in der Mitte zwischen ihrem Beginn am Omar Ibn Al-Khatab Platz und der Straße des christlichen Viertels liegt der Eingang des Wujoud-Museums. Das Museum befindet sich in einem 650 Jahre alten Gebäude, das dem Griechisch-Orthodoxen Patriarchat von Jerusalem gehört. Von der Terrasse des Wujoud-Museums ist es möglich, einen Blick auf das Hiskija-Becken zu werfen. Eine andere Möglichkeit, auf das Hiskija-Becken zu schauen, bietet für ein geringes Eintrittsgeld die Dachterrasse des Petra-Hostels

## Geschichte
Bisher fehlen genaue archäologische Untersuchungen des Hiskija-Beckens. Wahrscheinlich stammt es von einem Steinbruch aus der Zeit des Herodes (73 v. Chr. bis 4 v. Chr.) oder aus noch früherer Zeit.
Die erste Jerusalemer Stadtmauer (ab Mittlere Bronzezeit bis 8. Jahrhundert v. Chr. und persische Zeit: 538 v. Chr. bis 333 v. Chr.) verlief durch das Quertal, dort, wo sich heute die David-Straße befindet.
Die zweite Jerusalemer Stadtmauer (herodianische Zeit oder früher) zweigte westlich der Zitadelle von der ersten Mauer nach Norden ab. Das Hiskija-Becken lag bis zum Bau der dritten Stadtmauer (ab 41, Herodes Agrippa I.) außerhalb der Stadt, nördlich der ersten Mauer und im Winkel zwischen erster und zweiter Mauer. Es konnten archäologisch Reste von Wasserleitungen zum Mamilla-Becken nachgewiesen werden.

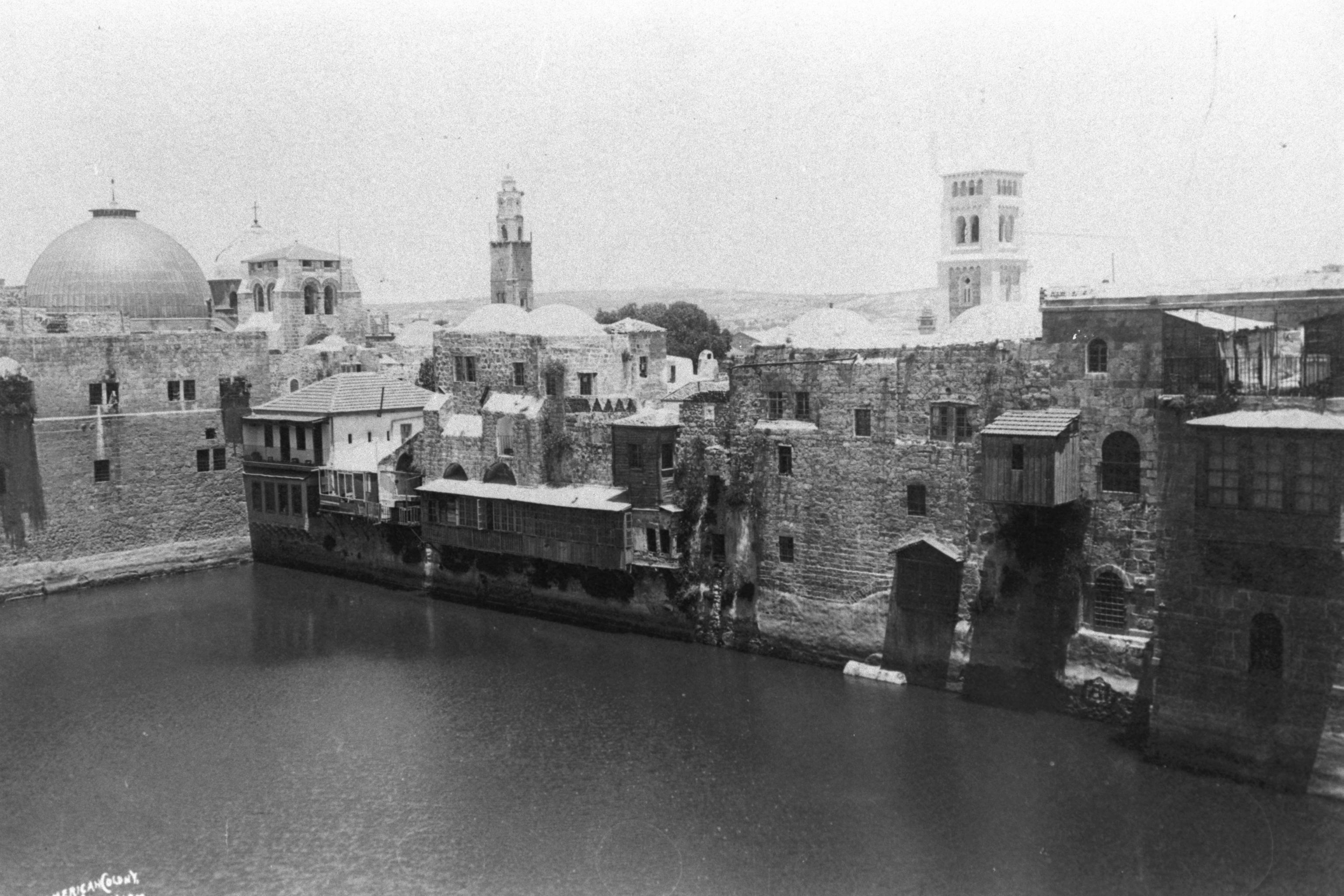
Das wassergefüllte Becken im Jahr 1910

In der Kreuzfahrerzeit (1099 bis 1187) wurde das Hiskija-Becken als „See der Bäder des Patriarchenpalastes“ bezeichnet. Aus dieser Zeit stammt der arabische Name birkat al-Batraq.
Bis ins 19. Jahrhundert wurde das Hiskija-Becken noch als Wasserreservoir genutzt. Durch die unterbrochene Verbindung zum Mamilla-Becken trocknete es später aus. Seither sammelt sich im Winter etwas Wasser im Becken und im Sommer liegt es trocken. Die Bewohner der umliegenden Häuser des Hiskija-Beckens nutzten es in den letzten Jahrzehnten als Müllkippe. Teilweise wurden sogar Abwässer hineingeleitet.

### Reinigung und Sanierung
Mitten in der Stadt gelegen, entwickelte sich das verunreinigte Becken zu einer hygienischen Belastung und Gefahr für die Gesundheit in dem dicht besiedelten Stadtteil. Deshalb entwickelte die Jerusalemer Stadtverwaltung Pläne zur Reinigung des Hiskija-Beckens. Die Situation wurde dadurch erschwert, dass der muslimische Waqf, die Koptisch-orthodoxe Kirche und die griechisch-orthodoxe Kirche gleichzeitig das Hiskija-Becken für sich beanspruchen.
Die koptische Kirche leitet ihren Anspruch aus ihrem nördlich angrenzenden Khan ab. Sie steht unter ägyptischer Schirmherrschaft, so dass hier die ägyptische Regierung als Interessenvertreter auftritt.
Das Griechische Patriarchat besitzt Grundstücke, die im Süden an das Hiskija-Becken grenzen und leitet daraus seinen Anspruch ab.
Nach dem Abzug der Kreuzritter gab Saladin 1187 dem Hiskija-Becken den Status eines geschützten religiösen Eigentums unter der Autorität des Waqf, der bis heute (2019) Gültigkeit hat. Der Waqf vertritt die Interessen der Jordanischen Regierung in Jerusalem.
Gespräche der Stadtverwaltung von Jerusalem mit dem Waqf führten zunächst zu einer Einigung darüber, dass der Waqf die Reinigung des Hiskija-Beckens übernimmt. Als der Waqf jedoch damit beginnen wollte, wurde er daran gehindert, weil die Polizei Auseinandersetzungen mit den anderen interessierten Seiten befürchtete.
2011 räumte die Stadtverwaltung von Jerusalem das Hiskija-Becken von allem Müll und schloss alle Verbindungen zum Abwassersystem. Diese Reinigungsaktion kostete drei Millionen Schekel. Die Rechnung für die Kosten schickte die Jerusalemer Stadtverwaltung zu gleichen Teilen an Waqf, koptische Kirche und griechisches Patriarchiat.
2019 führten die Verhandlungen zwischen der Stadtverwaltung von Jerusalem, der al-Quds-Universität und dem Waqf zu einem Erfolg. Am 23. April 2019 wurde beschlossen, dass die Stadtverwaltung von Jerusalem, al-Quds-Universität und Waqf in Zusammenarbeit mit der Palästinensischen Autonomiebehörde das Hiskija-Becken gemeinsam reinigen und restaurieren. Nach Ende dieser Maßnahmen soll es in Abstimmung mit den Bewohnern des Viertels zu einer historischen Touristenattraktion gemacht werden. Die Verhandlungen wurden geheim geführt, weil alle Seiten Proteste sowohl aus der palästinensischen als auch aus der israelischen Öffentlichkeit befürchteten, die durch diese gemeinsame Aktion ihre jeweilige Souveränität bedroht sehen könnten.